# (30052) 2000 EW41
A (30052) 2000 EW41 a Naprendszer kisbolygóövében található aszteroida. A LINEAR program keretein belül fedezték fel 2000. március 8-án.

## Kapcsolódó szócikk
- Kisbolygók listája (30001–30500)